# Опашка (абстрактен тип данни)
Опашката (на английски: Queue) в програмирането е вид абстрактна структура от данни и е представител на абстрактните типове данни (АТД). Опашките спадат към линейните (списъчни) структури от данни, заедно със списъците и стековете. Опашката представлява крайно, линейно множество от елементи, при което елементи се добавят само най-отзад (enqueue) и се извличат само най-отпред (dequeue). Абстрактната структура опашка изпълнява условието „първият влязъл първи излиза“ (FIFO: First-In-First-Out). Това означава, че след като е добавен един елемент в края на опашката, той ще може да бъде извлечен (премахнат) единствено след като бъдат премахнати всички елементи преди него в реда, в който са добавени.
Структурата опашка и поведението на нейните елементи произхождат от ежедневната човешка дейност. Например опашка от хора, чакащи на каса за билети. Опашката има начало и край. Новодошлите хора застават последни на опашката и изчакват докато постепенно се придвижат към началото. Когато стигнат до самото начало на опашката си купуват билет и напускат опашката. Други примери за опашка са документи, чакащи да бъдат отпечатани или ескалатор превозващ хора. По този начин опашката изпълнява функцията на буфер.

## Статична реализация
Статичната опашка се реализира с помощта на масив. В даден момент началото и краят на опашката сочат към определени индекси от масива. Когато се добавя нов елемент той се поставя на индекса след края на опашката и краят вече сочи към новия елемент. Когато се премахва началото на опашката, елементът на началния индекс се изтрива и началото започва да сочи към следващия индекс. По този начин с добавяне и извличане на елементи от опашката тя се движи към края на масива. В даден момент краят на опашката достига до последния индекс на масива и се оказва, че размерът на масива не е достатъчен въпреки че опашката не запълва всичките му елементи. За да се реши този проблем при следващото добавяне на елемент в края на опашката, той се поставя на началния индекс на масива. По този начин се свързват началото и края на масива, и опашката може да обикаля безкрайно в него. В началото индексите за начало и край сочат нулевия елемент. В процеса, ако отново се окажат равни това може да означава две неща:
- ако равенството се е получило след премахване на елемент, опашката е останала празна.
- ако равенството се е получило след добавяне на елемент, то опашката е препълнена.
В този случай дължината на опашката (броя на елементите в нея)е станала равна на предварително заделения брой на елементи и в масива няма да могат да бъдат добавяни нови елементи. Това налага копиране на опашката в нов масив с по-голям размер.

## Динамична реализация
При динамичната реализация на опашката елементите не се намират в последователни адреси на паметта, както е при реализацията с масиви. При динамичните структури всеки елемент от опашката съдържа две части – обект и указател към следващия елемент. По този начин се образува свързан списък. Известен е адресът на първия елемент в опашката, а адресите на всички останали елементи не са достъпни директно. Достъпът до тях се осъществява като се премине през указателите на всички предшестващи елементи. Последния елемент в опашката има указател, който не сочи към друг елемент, докато не се добави нов елемент накрая. Тогава указателят на елемента, който е бил последен започва да сочи към новия елемент. Указателят на новия елемент не сочи към елемент, докато не бъде добавен нов елемент и т.н. В началото на опашката е елементът, който вече може да бъде извлечен. Към този елемент няма насочен указател.
Съществува и вариант, при който указателите на елементите сочат и към предишния, и към следващия елемент на опашката(когато съществуват такива). Тогава списъкът е двойно свързан (или двусвързан). Така опашката може при нужда да бъде обхождана и в двете посоки.

## Допустими операции с опашки
- Създаване на празна опашка – опашка която не съдържа елементи.
- Проверка дали опашката е празна
- Добавяне на елемент – само след края на опашката.
- Отстраняване на елемент – само от началото (ако опашката не е празна).
- Достъп до елемент – възможен е достъп само до началото на опашката (ако не е празна).

## Примери за използване на опашка
Пример за употреба на опашка в C#
```
using
 
System
;

using
 
System.Collections.Generic
;

class
 
QueueExample

{

    
static
 
void
 
Main
()

    
{

        
Queue
<
int
>
 
numbersQueue
 
=
 
new
 
Queue
<
int
>
();
      
// инициализация на опашка

        
// Пример1 – Добавяне и извличане на елементи от опашка

        
for
 
(
int
 
i
 
=
 
0
;
 
i
 
<
 
10
;
 
i
++
)

        
{

            
numbersQueue
.
Enqueue
(
i
);
       
// void метода Enqueue, приема обект от типа на опашката (в случая int) като параметър

        
}

        
while
 
(
numbersQueue
.
Count
 
>
 
0
)

        
{

            
Console
.
WriteLine
(
numbersQueue
.
Dequeue
());
   
// метода Dequeue връща следващото число

        
}

        
// Пример 2

        
for
 
(
int
 
i
 
=
 
0
;
 
i
 
<
 
10
;
 
i
++
)

        
{

            
numbersQueue
.
Enqueue
(
i
);

        
}

        
while
 
(
numbersQueue
.
Peek
()
 
!=
 
5
)
      
// Този цикъл извлича елементи от опашката докато следващия елемент е различен от 5

        
{

            
Console
.
WriteLine
(
numbersQueue
.
Dequeue
());

        
}

        
// Пример 3

        
Queue
<
string
>
 
stringQueue
 
=
 
new
 
Queue
<
string
>
();

        
for
 
(
int
 
i
 
=
 
0
;
 
i
 
<
 
10
;
 
i
++
)

        
{

            
stringQueue
.
Enqueue
(
"string"
 
+
 
i
.
ToString
());
        
// пример за генериране на опашка от низове

        
}

        
while
 
(
stringQueue
.
Count
 
>
 
0
)

        
{

            
Console
.
WriteLine
(
"Press any key to see next element"
);

            
Console
.
ReadKey
();

            
Console
.
WriteLine
(
"Next element: "
 
+
 
stringQueue
.
Dequeue
());
       
// извличане на следващия елемент след като е натиснат клавиш

        
}

    
}

}

```

Пример за употреба на масив като опашка в JavaScript
```
<
body
>

    
<
button
 
onclick
=
"startScript()"
>
Test
 
Script
<
/button>

    
<
script
 
type
=
"text/javascript"
>

        
function
 
startScript
()
 
{

            
// Пример 1

            
var
 
queue
 
=
 
new
 
Array
();

            
for
 
(
var
 
i
 
=
 
0
;
 
i
 
<
 
5
;
 
i
++
)
 
{
         
// добавяне на елементи в опашката

                
queue
.
push
(
i
);

            
}

            
while
 
(
queue
.
length
 
>
 
0
)
 
{
           
// извличане на елементи от опашката

                
alert
(
queue
.
shift
());

            
}

            
// Пример 2

            
for
 
(
var
 
i
 
=
 
0
;
 
i
 
<
 
10
;
 
i
++
)
 
{

                
queue
.
push
(
"string"
 
+
 
i
);

            
}

            
while
 
(
queue
.
length
 
>
 
0
)
 
{

                
alert
(
queue
.
shift
());

            
}

        
}

    
<
/script>

<
/body>

```

Пример за употреба на опашка в C++
```
    
#include
 
<stdio.h>

    
#include
 
<stdlib.h>

    
#define M 100

    
typedef
 
float
 
ElementType
;

    
struct
 
Queue

    
{

        
int
 
r
,
 
f
;

        
ElementType
 
QueueArray
[
M
];

    
};

    
void
 
pushq
(
struct
 
Queue
 
*
q
,
 
ElementType
 
x
)

    
{

        
if
((
q
->
r
 
+
 
1
)
 
%
 
M
 
==
 
q
->
f
)

        
{

            
printf
 
(
"Препълване! "
);

            
exit
(
1
);

        
}

        
q
->
r
 
=
 
(
q
->
r
 
+
 
1
)
 
%
 
M
;

        
q
->
QueueArray
[
q
->
r
]
 
=
 
x
;

    
}

    
ElementType
 
popq
(
struct
 
Queue
 
*
q
)

    
{

        
if
(
q
->
r
 
==
 
q
->
f
)

        
{

            
printf
(
"Празна опашка! "
);

            
exit
(
1
);

        
}

        
q
->
f
 
=
 
(
q
->
f
 
+
 
1
)
 
%
 
M
;

        
return
 
q
->
QueueArray
[
q
->
f
];

    
}

    
void
 
main
()

    
{

        
struct
 
Queue
 
mem
 
=
 
{
0
,
 
0
};
 
//създаване на празна опашка

        
ElementType
 
y
 
=
 
3.14f
;

        
int
 
i
;

        
for
(
i
 
=
 
1
;
 
i
 
<=
 
99
;
 
i
++
)

            
pushq
(
&
mem
,
 
y
+=
1.1f
);

        
for
(
i
 
=
 
1
;
 
i
 
<=
 
99
;
 
i
++
)

            
printf
(
"%.2f "
,
 
popq
(
&
mem
));

    
}

```

Пример за употреба на опашка в PHP
```
<?php

class
 
MoviesList
 
extends
 
SplQueue

{

}

$movies
 
=
 
new
 
MoviesList
();
 
//Създаване на опашката

$movies
 
->
enqueue
(
'The Godfather'
);
 
//Добавяне на елементи

$movies
 
->
enqueue
(
'The Shawshank Redemption'
);

$movies
 
->
enqueue
(
'The Dark Knight'
);

echo
 
$movies
 
->
dequeue
()
 
.
 
"n"
;
 
// Изважда 'The Godfather'

echo
 
$movies
 
->
dequeue
()
 
.
 
"n"
;
 
// Изважда 'The Shawshank Redemption'

echo
 
$movies
 
->
bottom
()
 
.
 
"n"
;
 
// Изважда 'The Dark Knight'

```